# Akvaristik

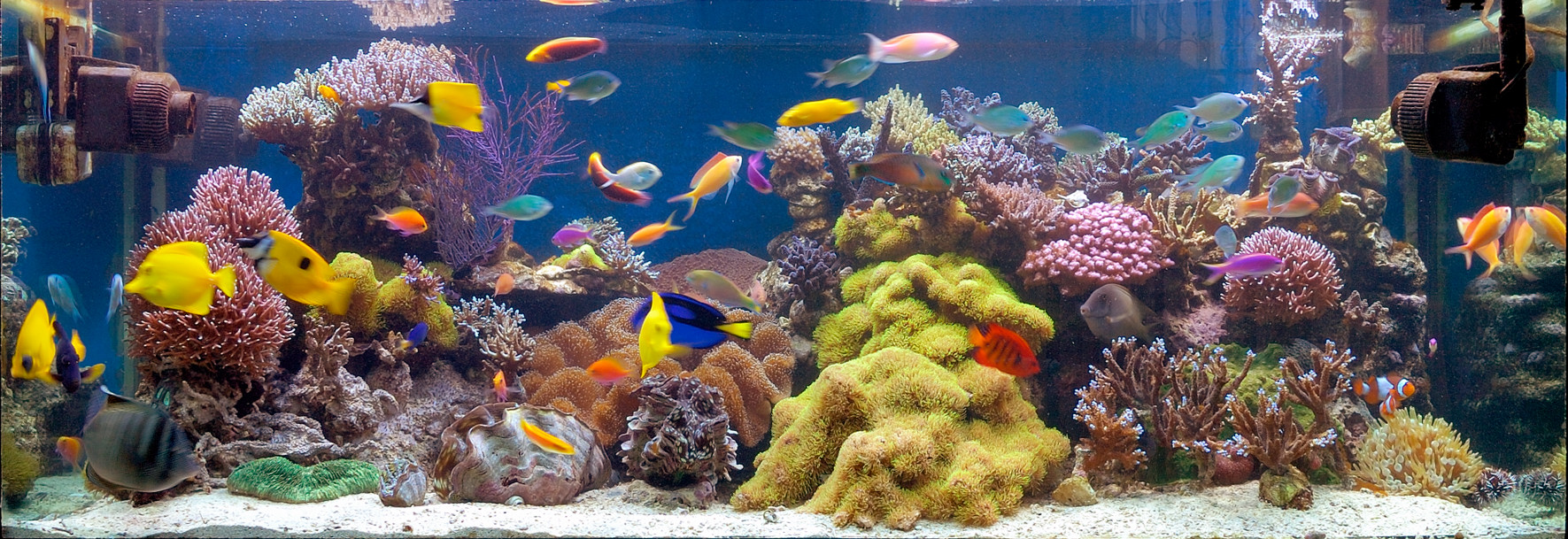
Korallrevsakvarium.

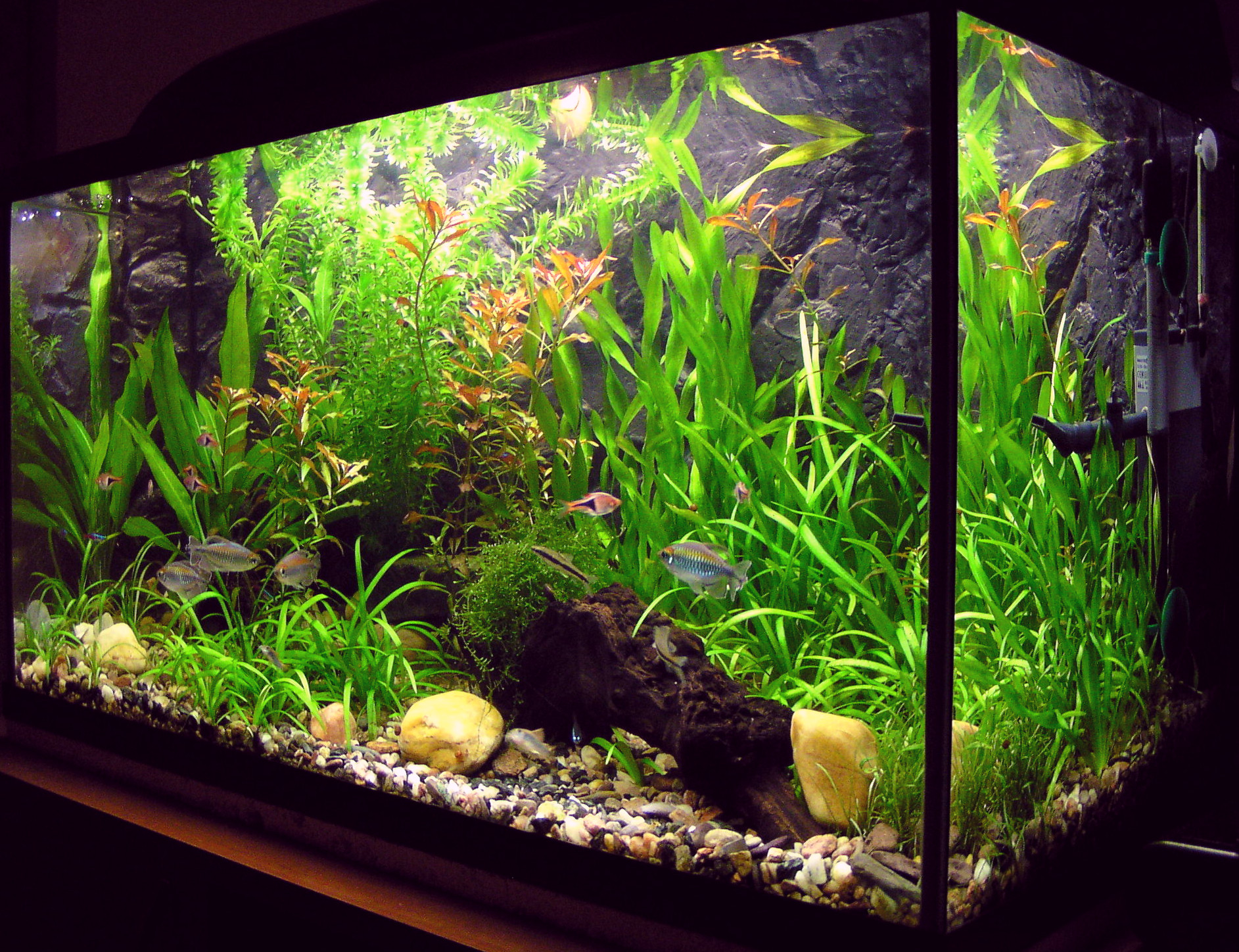
Sötvattensakvarium.

Akvaristik, konsten att sköta akvarier, akvariehobby, akvariehållning, betecknar sysselsätting med akvarier, i synnerhet som fritidssyssla. Hobbyuttövare kallas akvarist eller akvarievän. Personal i yrkesverksamhet benämns akvarieskötare.
I akvarium hålls som regel levande akvatiska djur och/eller växter, som dekoration, eller för förökning, studier, och vetenskaplig forskning.
Ändamålet med ett akvarium varierar och skötseln därefter. I ett hemakvarium med växter och fiskar ingår i djurskötseln daglig eller glesare utfodring, samt kontroll av hälsotillstånd och eventuell gallring. Växter kontrolleras dagligen med avseende på skador och glesas ut vid behov. Därutöver sugs slam och matrester ut och döda djur och växter avlägsnas. I frekvent skötsel ingår särskilt också kontroll av vattenparametrar såsom temperatur, surhetsgrad och hårdhet.